# Arte (манга)
Arte (яп. アルテ Арутэ) — манга Кэй Окубо, выходящая с 2013 года в журнале Monthly Comic Zenon. На 20 января 2020 года было выпущено 12 танкобонов. На её основе выпущен аниме-сериал студией Seven Arcs, чья премьера состоялась 4 апреля 2020 года.

## Сюжет
Флоренция, 1506 год. Арте Спаллетти — единственная дочь благородной, но потерявшей влияние флорентийской семьи. Она с детства проявляла особую любовь и склонность к живописи. После смерти поощрявшего её талант отца дела семьи ухудшились, и мать девушки твёрдо решила удачно выдать её замуж, однако сама Арте ушла из дома, желая стать подмастерьем художника. Однако ни один мастер во Флоренции не желал брать её в ученики, пока она не столкнулась с юным художником Лео, разглядевшим в ней самого себя в юности и согласившимся учить её.

## Персонажи
Арте Спаллети (яп. アルテ Арутэ) — наследница знатного флорентийского дома Спаллетти, с детства была наделена глубокой любовью и талантом к живописи. Отец всегда предоставлял дочери лучших учителей, но после его смерти мать пытается заставить её отказаться от мечты стать мастером живописи. Решив защитить свои мечты любой ценой, Арте покинула дом и отказалась от своего благородного статуса, отправившись на поиски мастера, чтобы стать художником. Поиски в конечном итоге привели её к молодому, но уже известному художнику Лео. Её образ вольно основан на Артемизии Джентилески, первой женщине, ставшей членом Академии изящных искусств во Флоренции.
Сэйю: Микако Комацу
Лео (яп. レオ Рэо) — молодой художник. Провёл детство в бедности. Видя в Арте ту же страсть к рисованию, что была у него, он решает взять её в подмастерья. Застенчивый и с замечательным талантом, он сумел за эти годы войти в милость некоторых из самых известных представителей флорентийской знати.
Сэйю: Кацуюки Кониси
Вероника (яп. ヴェロニカ  Бэроника) — красивая и прагматичная куртизанка, самая желанная женщина Флоренции с бесконечным числом поклонников и поклонниц. С первой встречи заинтересовалась Арте и даже заказала ей свой портрет, который стал дебютной работой художницы. Позже они стали хорошими подругами, так что Вероника использовала свои контакты в дворянских кругах Флоренции для облегчения работы Арте.
Сэйю: Саяка Охара
Анджело (яп. アンジェロ Андзэро) — молодой ученик-скульптор из сравнительно богатой семьи, вынужденный пойти работать, чтобы помочь отцу-магистрату выделить деньги, необходимые для оплаты приданого его пяти сестёр. Влюбившись в Арте с первого взгляда, он был отвергнут ею, но с тех пор между ними установилась крепкая дружба.
Сэйю: Дзюнъя Эноки
Юлий деи Фальер (яп. ユーリ Ю:ри) — благородный венецианец и опытный торговец. Околдованным талантом и решительным характером Арте, он предлагает ей отправиться в Венецию, чтобы стать одновременно семейным художником и наставником его племянницы. Девушка согласится на это в том числе затем, чтобы успокоить бурю чувств, вызванную влюблённостью в Лео. Несмотря на то, что способности Юлия и его компетентность в вопросах бизнеса сделали состояние для его семьи, отношения с его старшим братом Марко уже давно разрушены.
Сэйю: Косукэ Ториуми
Катарина деи Фальер (яп. カタリーナ Катари:на) — старшая дочь Марко и Софии деи Фальер, одной из старейших и благороднейших купеческих семей Венеции. Ходячая неприятность, постоянно сбегающая от своих наставников, о чем быстро узнаёт Арте, назначенная на эту должность.
Сэйю: Мао Итимити
Дака (яп. ダーチャ Да:тя) — швея родом из фермерской семьи. Всегда завидовала аристократии, но потом прониклась уважением к Арте и научилась у неё читать и писать.
Сэйю: Киёно Ясуно

## Медиа

### Манга
С 2013 года издаётся в журнале Monthly Comic Zenon издательства Tokuma Shoten. Главы были собраны и выпущены в виде 12 томов на январь 2020 года. Манга лицензирована и выпускается в Северной Америке издательством Media Do.
| №  | Дата публикации   | ISBN                   |
| -- | ----------------- | ---------------------- |
| 1  | 19 апреля 2014 г. | ISBN 978-4-19-980203-4 |
| 2  | 20 ноября 2014 г. | ISBN 978-4-19-980242-3 |
| 3  | 20 июня 2015 г.   | ISBN 978-4-19-980275-1 |
| 4  | 20 ноября 2015 г. | ISBN 978-4-19-980309-3 |
| 5  | 1 апреля 2016 г.  | ISBN 978-4-19-980348-2 |
| 6  | 20 января 2017 г. | ISBN 978-4-19-980391-8 |
| 7  | 20 июля 2017 г.   | ISBN 978-4-19-980431-1 |
| 8  | 20 января 2018 г. | ISBN 978-4-19-980473-1 |
| 9  | 20 июля 2018 г.   | ISBN 978-4-19-980504-2 |
| 10 | 19 января 2019 г. | ISBN 978-4-19-980544-8 |
| 11 | 20 июля 2019 г.   | ISBN 978-4-19-980582-0 |
| 12 | 20 января 2020 г. | ISBN 978-4-19-980611-7 |

### Аниме
21 июля 2019 года издатель Tokuma Shoten объявил о съёмках аниме-сериала, адаптирующего мангу Arte для телевидения. Позднее эта новость была подтверждена самой Кэй Окубо. Производством занялась Seven Arcs под контролем режиссёра Такаюки Хамана, сценарий написала Рэйко Ёсида, музыку — кинокомпозитор Ито Горо, впервые пробующий силы в анимации. За дизайн персонажей отвечает Тиёко Миякава. Маая Сакамото исполнила начальную композицию сериала «Clover», тогда как завершающую «Hare Moyō» — Киёно Ясуно.
Премьера аниме-сериала состоялась 4 апреля 2020 года.

## Критика
В первую очередь Arte — это история девушки, которая благодаря своей целеустремленности преодолевает социальные преграды и старается воплотить свою мечту. Хотя завязка сюжета уже довольно избита — героиня преодолевает социальные нормы в эпоху, когда о феминизме еще не слышали, — благодаря своим персонажам манга удачно подаёт её.
Рисунок в манге красив. Во многом работа Окубо напоминает стиль Каору Мори, особенно вниманием к деталям и исторической достоверности, в частности платью героини и самому городу Флоренции.

## Примечание
1. 1 2 3 4 5  Rafael Antonio Pineda. Arte Manga About Female Renaissance Painter Gets TV Anime (англ.). Anime News Network (18 июля 2019). Дата обращения: 2 октября 2019. Архивировано 12 апреля 2020 года.
2. 1 2 3 4  The Fall 2018 Manga Guide - Arte (англ.). Anime News Network (4 декабря 2018). Дата обращения: 21 мая 2020. Архивировано 8 октября 2021 года.
3. 1 2 3 4 5  Arte TV Anime Reveals Promo Video, Staff, More Cast, Visual, April 2020 Debut (англ.). Anime News Network (22 ноября 2019). Дата обращения: 22 ноября 2019. Архивировано 2 января 2020 года.
4. ↑  Arte TV Anime Adds Kiyono Yasuno as Cast Member, Ending Song Artist. Anime News Network (21 декабря 2019). Дата обращения: 21 декабря 2019. Архивировано 17 февраля 2020 года.
5. ↑  アルテ ① (яп.). Tokuma Shoten. Дата обращения: 23 ноября 2019. Архивировано из оригинала 18 апреля 2019 года.
6. ↑  アルテ ② (яп.). Tokuma Shoten. Дата обращения: 23 ноября 2019. Архивировано из оригинала 16 мая 2019 года.
7. ↑  アルテ ③ (яп.). Tokuma Shoten. Дата обращения: 23 ноября 2019. Архивировано из оригинала 18 апреля 2019 года.
8. ↑  アルテ ④ (яп.). Tokuma Shoten. Дата обращения: 23 ноября 2019. Архивировано из оригинала 18 апреля 2019 года.
9. ↑  アルテ ⑤ (яп.). Tokuma Shoten. Дата обращения: 23 ноября 2019. Архивировано из оригинала 18 апреля 2019 года.
10. ↑  アルテ　⑥ (яп.). Tokuma Shoten. Дата обращения: 23 ноября 2019. Архивировано из оригинала 18 апреля 2019 года.
11. ↑  アルテ　⑦ (яп.). Tokuma Shoten. Дата обращения: 23 ноября 2019. Архивировано из оригинала 18 апреля 2019 года.
12. ↑  アルテ　⑧ (яп.). Tokuma Shoten. Дата обращения: 23 ноября 2019. Архивировано из оригинала 18 апреля 2019 года.
13. ↑  アルテ　⑨ (яп.). Tokuma Shoten. Дата обращения: 23 ноября 2019. Архивировано из оригинала 18 апреля 2019 года.
14. ↑  アルテ　⑩ (яп.). Tokuma Shoten. Дата обращения: 23 ноября 2019. Архивировано из оригинала 18 апреля 2019 года.
15. ↑  アルテ　⑪ (яп.). Tokuma Shoten. Дата обращения: 23 ноября 2019. Архивировано из оригинала 27 июля 2019 года.
16. ↑  アルテ　⑫ (яп.). Tokuma Shoten. Дата обращения: 26 декабря 2019. Архивировано из оригинала 26 декабря 2019 года.
17. ↑  Gemma Rubboli (22 luglio 2019). Arte: il manga di Kei Ohkubo diventa un anime. BadTaste.it (итал.). Дата обращения: 2019-07-27. {{cite news}}: Проверьте значение даты: |date= (справка)
18. ↑  Martina Trlica (23 luglio 2019). Arte Anime Adaptation Announced. Manga.Tokyo (англ.). Архивировано 2019-10-18. Дата обращения: 2019-07-27. {{cite news}}: Проверьте значение даты: |date= (справка)
19. ↑  Arte: anime per il manga da noi per Planet Manga. AnimeClick.it. 19 luglio 2019. Архивировано 2019-10-31. Дата обращения: 2019-07-27. {{cite news}}: Проверьте значение даты: |date= (справка)
20. ↑  Arte TV Anime's 2nd Promo Video Reveals April 4 Debut, Maaya Sakamoto's Opening Theme. Anime News Network (7 февраля 2020). Дата обращения: 7 февраля 2020. Архивировано 29 февраля 2020 года.